# Grondona
Grondona är en ort och kommun i provinsen Alessandria i regionen Piemonte i Italien. Kommunen hade 489 invånare (2018).